# Edu Manga
Edu Manga, brazilski nogometaš, * 2. februar 1967, Osasco, Brazilija.
Za brazilsko reprezentanco je odigral 10 uradnih tekem.